# Расселл (Джорджія)
Расселл (англ. Russell) — переписна місцевість (CDP) в США, в окрузі Берроу штату Джорджія. Населення — 1322 особи (2020).

## Географія
Расселл розташований за координатами 33°58′37″ пн. ш. 83°41′18″ зх. д. / 33.97694° пн. ш. 83.68833° зх. д. (33.976939, -83.688465).  За даними Бюро перепису населення США в 2010 році переписна місцевість мала площу 3,08 км², з яких 3,07 км² — суходіл та 0,00 км² — водойми.

## Демографія
Згідно з переписом 2010 року, у переписній місцевості мешкали 1203 особи в 373 домогосподарствах у складі 287 родин. Густота населення становила 391 особа/км².  Було 426 помешкань (138/км²).
Расовий склад населення:
| - 65,5 % — білих - 15,7 % — чорних або афроамериканців - 4,2 % — азіатів - 1,1 % — корінних американців - 9,6 % — осіб інших рас |

До двох чи більше рас належало 3,9 %. Частка іспаномовних становила 17,0 % від усіх жителів.
За віковим діапазоном населення розподілялося таким чином: 31,4 % — особи молодші 18 років, 62,4 % — особи у віці 18—64 років, 6,2 % — особи у віці 65 років та старші. Медіана віку мешканця становила 28,6 року. На 100 осіб жіночої статі у переписній місцевості припадало 104,6 чоловіків;  на 100 жінок у віці від 18 років та старших — 98,3 чоловіків також старших 18 років.
Медіана доходів становила 27 313 долари для чоловіків та 29 479 доларів для жінок. За межею бідності перебувало 18,3 % осіб, у тому числі 22,8 % дітей у віці до 18 років та 0,0 % осіб у віці 65 років та старших.
Цивільне працевлаштоване населення становило 654 особи. Основні галузі зайнятості: виробництво — 18,3 %, будівництво — 17,6 %, роздрібна торгівля — 17,1 %.